# گره-دوآسو
شهر گره-دوآسو (به فرانسوی: Grez-Doiceau) در شهرستان نیول  در استان اوئلون بربان  در منطقه فدرال والوون در کشور بلژیک واقع شده‌است.